# ラマヌジャン・ピーターソン予想
ラマヌジャン予想（ラマヌジャンよそう、Ramanujan's conjecture）は、シュリニヴァーサ・ラマヌジャンが1916年に提出した数学の予想。q = e2πiz、p を素数として、重さ12 のカスプ形式
{\displaystyle \Delta (z)=\sum _{n>0}\tau (n)q^{n}=q\prod _{n>0}\left(1-q^{n}\right)^{24}=q-24q^{2}+252q^{3}-1472q^{4}+4830q^{5}-\cdots }
のフーリエ係数  によって与えられるラマヌジャンのタウ函数τ(n)が
{\displaystyle |\tau (p)|\leq 2p^{11/2}}
を満たすだろうと述べる。
本予想は20世紀の数論と代数幾何学を牽引した重要な予想の一つとなり、後にヴェイユ予想に帰着され、1974年にドリーニュがヴェイユ予想を解決したことにより解決された。
一般ラマヌジャン予想 (generalized Ramanujan conjecture) またはラマヌジャン・ピーターソン予想 (Ramanujan–Petersson conjecture) は、狭義にはピーターソンにて提出されたもので、他のモジュラー形式や保型形式へのラマヌジャン予想の一般化である。広義には多くのバリエーションが存在し、中でもオリジナルのような1変数正則保型形式と異なり、多変数や非正則の保型形式を扱う場合については反例も知られ、未解決である。

## ラマヌジャンのL-函数
リーマンゼータ函数やディリクレのL-函数は、オイラー積
{\displaystyle L(s,a)=\prod _{p}{\biggl (}1+{\frac {a(p)}{p^{s}}}+{\frac {a(p^{2})}{p^{2s}}}+\cdots {\biggr )}}(1)
を満たし、完全乗法性のおかげで
{\displaystyle L(s,a)=\prod _{p}{\biggl (}1-{\frac {a(p)}{p^{s}}}{\biggr )}^{-1}}(2)
となる。リーマンゼータ函数やディリクレのL-函数以外に、上の関係式を満たすL-函数が存在するのであろうか？ 実際は、保型形式のL-函数はオイラー積 (1) を満たすが、完全乗法性を持たないので(2)を満たさない。しかし、1916年にラマヌジャンは、保型形式のL-函数が次の関係式を満たすであろうことを発見した。
{\displaystyle L(s,\tau )=\prod _{p}{\biggl (}1-{\frac {\tau (p)}{p^{s}}}+{\frac {1}{p^{2s-11}}}{\biggr )}^{-1}.}(3)
ここに、τ(p) はラマヌジャンのタウ函数である。(3) の中の項 +1/(p2s − 11) は、完全乗法性からの差異と考えられる。上のL-函数をラマヌジャンのL-函数と言う。

## ラマヌジャン予想
1916年、ラマヌジャンは次のことを予想した。
- 1, τ(n) は乗法的(multiplicative),
- 2, τ(p) は完全乗法的ではないが、素数 p と自然数jについて

{\displaystyle \ \ \ \ \tau (p^{j+1})=\tau (p)\tau (p^{j})-p^{11}\tau (p^{j-1})\ (j=1,2,3,\dots )} が成り立ち、
- 3, |τ(p)| ≤ 2p11/2.

ラマヌジャンは等式 (3) の右辺の分母の中の、u = p−s の二次方程式
{\displaystyle 1-\tau (p)u+p^{11}u^{2}}
が、いつも虚数根を持つことを多くの例から観察していた。二次方程式の根と係数の関係から、第三の関係式が導出でき、これをラマヌジャン予想と言う。
更に、ラマヌジャンのタウ函数に対しては、上記の二次式の根を α と β とすると、
{\displaystyle \operatorname {Re} (\alpha )=\operatorname {Re} (\beta )=p^{11/2}.}
すなわち、上記の二次方程式の根の実部は、p11/2 となり、リーマン予想と似た形となる。ここから、全てのτ(n)について、任意の ε > 0 に対してO(n11/2 + ε) という少しだけ弱い予想が導かれる。
1917年、ルイス･モーデル (Louis J. Mordell) は、今日ヘッケ作用素として知られる複素解析的な技法を導入し、最初の 2つの関係式を証明した。三番目の関係式はDeligne (1974) でヴェイユ予想の証明の系として証明されたが、系であることを示すのは微妙な問題で、全く明らかではなかった。その部分は久賀道郎の仕事であり、佐藤幹夫、志村五郎、伊原康隆らも貢献し、Deligne (1968) がそれを応用したものである。この関係性の存在によって、エタール・コホモロジー理論による結果が得られつつあった1960年代後半において、いくつかの深い研究が触発された。

## モジュラー形式のラマヌジャン・ピーターソン予想
1937年、エーリッヒ・ヘッケはヘッケ作用素を導入し、モーデルがラマヌジャン予想の最初の 2つの命題を証明した際の技法をSL(2,R) の離散部分群 Γ の保型形式のL-函数へと一般化した。任意のモジュラー形式
{\displaystyle f(z)=\sum _{n=0}^{\infty }a_{n}q^{n}\quad (q=e^{2\pi iz})}
について、ディリクレ級数
{\displaystyle \varphi (s)=\sum _{n=1}^{\infty }a_{n}n^{-s}}
を書ける。離散部分群 Γ の重さ k ≥ 2 のモジュラー形式 f(z) に対して、 an=O(nk-1+ε) であるため、φ(s) は Re(s) > k の領域では絶対収束する。f は重さ k のモジュラー形式なので、(s-k)φ(s) は整関数であり、R(s)=(2π)-sΓ(s)φ(s) は次の函数等式を満たす。
{\displaystyle R(k-s)=(-1)^{k/2}R(s).}
このことは、1929年にウィルトン(Wilton)により証明された。この f と φ の対応は 1 対 1 である（a0=(-1)k/2Ress=kR(s)）。x > 0 に対して g(x)=f(ix)-a0 とすると、g(x) は次のメリン変換を通して R(s) と関係付けられる。
{\displaystyle R(s)=\int _{0}^{\infty }g(x)x^{s-1}dx\Leftrightarrow g(x)={\frac {1}{2\pi i}}\int _{Re_{s=\sigma _{0}}}R(s)x^{-s}ds.}
この対応が、上の函数等式を満たすディリクレ級数を、SL(2,R) の離散部分群の保型形式に関連付ける。
k ≥ 3 である場合について、ハンス・ピーターソンはモジュラー形式の空間のピーターソン計量（ヴェイユ・ピーターソン計量(Weil-Petersson metric)も参照）を導入した。この予想の名称は彼の名前にちなんでいる。ピーターソン計量の下に、モジュラー形式の空間上にカスプ形式の空間とその直交空間として直交性を定義でき、それらは有限次元を持つ。さらに、リーマン・ロッホの定理を用いて、正則モジュラー形式の空間の次元を具体的に計算できる。（モジュラー形式の空間の次元を参照）
Deligne (1971)は、アイヒラー・志村同型を用いてラマヌジャン予想をヴェイユ予想に帰着し、後に証明した。より一般化されたラマヌジャン・ピーターソン予想は、重さkの指数 (k − 1)/2 を持つ同様の定式化を採るが、合同部分群(congruence subgroup)の楕円モジュラー形式の理論における正則カスプ形式を扱う。これらの結果も同じくヴェイユ予想の系として得られるが、 k = 1である場合は例外であり、これはDeligne & Serre (1974)の結果である。
マース形式に対するラマヌジャン・ピーターソン予想は、2016年現在未解決である。これは正則である場合はうまく機能したドリーニュの方法が、実解析的な場合は機能しないことによる。

## 保型形式のラマヌジャン・ピーターソン予想
佐武 (1966) は、ラマヌジャン・ピーターソン予想を GL2 の保型表現の言葉を使って再定式化した。それは保型表現の局所成分が主系列表現であるという形を採っており、佐武はこの条件が他の群の上の保型形式へのラマヌジャン・ピーターソン予想の一般化になっていると予想した。言い換えると、カスプ形式の局所成分は緩増加ということである。しかしながら、何人かの研究者はanisotropic群で反例を発見している。この場合は無限遠点にて成分が緩増加でない。黒川 (1978) とHowe & Piatetski-Shapiro (1979) は、表現 θ10 に関係するユニタリ群 U2,1 とシンプレクティック群 Sp4の、殆ど至る所で整律されていないような保型形式を構成し、一部の準分裂(quasi-split)や分裂群に対してさえ、この予想が偽であることを示した。
反例が発見されたのち、Piatetski-Shapiro (1979) は予想の修正版を提出した。一般ラマヌジャン予想の現行の定式化は、連結な簡約群の大域的にジェネリックな尖点保型表現を扱っている。ここで言うジェネリック（生成的）とは、その表現がホイッテーカーモデルをもつという意味である。これは、そのような表現の局所成分が緩増加であると主張している。ラングランズの観察によると、GL(n) の保型表現の対称べきのラングランズ函手性を確立すれば、ラマヌジャン・ピーターソン予想を証明できる。

## 数体上のラマヌジャン予想に向けた境界
数体の場合の一般ラマヌジャン予想の最良の境界を与える問題は、多くの数学者の関心を呼んできた。一つ一つの改善が現代数論の里程標と考えられている。GL(n) のラマヌジャン境界を理解するために、ユニタリなカスプ保型表現 π = ⊗' πv を考える。ベルンシュタイン＝ゼレヴィンスキー分類によれば、表現 {\displaystyle \tau _{1,v}\otimes \cdots \otimes \tau _{d,v}} からユニタリな放物型誘導により個々のp-進群の表現 {\displaystyle \pi _{v}} を得ることができる。ここで個々の {\displaystyle \tau _{i,v}} は素点(place) v におけるGL(ni)の表現であり、
緩増加な{\displaystyle \tau _{i_{0},v}} により {\displaystyle \tau _{i_{0},v}\otimes |\det |_{v}^{\sigma _{i,v}}} の形で表わせる。n ≥ 2 とすると、ラマヌジャン境界は {\displaystyle \max _{i}|\sigma _{i,v}|\leq \delta } となるような数値 δ ≥ 0 である。
ラングランズ対応はアルキメデス素点(archimedean valuation)に対して使うことができる。一般ラマヌジャン予想は境界が δ = 0 であることと同値である。
Jacquet, Piatetski-Shapiro & Shalika (1981) は、一般線型群 GL(n) での最初の境界 δ ≤ 1/2 を与えたが、これは自明な境界と呼ばれている。重要なブレイクスルーとなったのはLuo, Rudnick & Sarnak (1999) で、任意の n と任意の数体に対して現在最良の一般的な境界 δ ≡ 1/2 - 1/(n2+1) を得た。GL(2) の場合には、キム(Kim)とサルナック(Sarnak)が、数体が有理数体である場合に δ = 7/64 という画期的な境界を得ている。これは、ラングランズ・シャヒーディの方法を通して得た対称的な 4乗数についての Kim (2002) の函手性の結果として得られた。キム＝サルナック境界は任意の数体へ一般化できる（Blomer & Brumley (2011)）。
GL(n) 以外の簡約群についての一般ラマヌジャン予想は、ラングランズ函手性の原理から導出できる。重要な例として古典群(classical group)があり、ここでの最良の境界はラングランズの函手の持ち上げの結果としてCogdell et al. (2004) にて得られた。

## 大域函数体上のラマヌジャン・ピーターソン予想
ドリンフェルトによる大域函数体上の GL(2) の大域的ラングランズ対応の証明は、ラマヌジャン・ピーターソン予想の証明を導く。ラフォルグの定理(2002)は、ドリンフェルトのシュトゥーカ(Drinfeld's shtuka)の技法を正標数の GL(n)に拡張したものである。Lomelí (2009) は、大域函数体を含むようにラングランズ・シャヒーディの方法を拡張するというもう一つの技法を用いて古典群のラマヌジャン予想を証明した。

## 応用
ラマヌジャン予想の最も有名な応用は、アレクサンダー・ルボツキー、フィリップスとサルナックによるラマヌジャングラフの明示的な構成である。実際「ラマヌジャングラフ」という名称はこの構成方法に由来している。他の応用例として、一般線型群 GL(n) のラマヌジャン・ピーターソン予想から、いくつかの離散群のラプラシアンの固有値についてのセルバーグの予想が得られる。